# Papiri cabruca
Espèce
Papiri cabruca est une espèce d'araignées aranéomorphes de la famille des Sparassidae.

## Distribution
Cette espèce est endémique de Bahia au Brésil,. Elle se rencontre vers Una et Porto Seguro.

## Description
Le mâle holotype mesure 13,2 mm et la femelle paratype 13,6 mm, les mâles mesurent de 11,5 à 13,2 mm et les femelles de 11,6 à 13,9 mm.

## Systématique et taxinomie
Cette espèce a été décrite par Rheims en 2025.

## Publication originale
- Rheims, 2025 : « Papiri gen. nov., a new genus of huntsman spiders (Araneae: Sparassidae: Sparianthinae) from Brazil. » Zootaxa, no 5583(3), p. 526-548.